# Зверь внизу
Зверь внизу (англ. The Beast Below) — вторая серия пятого сезона британского научно-фантастического сериала «Доктор Кто». Премьера эпизода состоялась 10 апреля 2010 года на британских телеканалах «BBC One» и «BBC HD». Сценарий истории написал Стивен Моффат — главный автор и исполнительный продюсер сериала. Режиссёр серии — Эндрю Ганн, присоединившийся к съёмочной группе лишь в 5-м сезоне. Серия снималась в конце 2009 года.
Путешественник во времени и пространстве Доктор (Мэтт Смит) и его спутница Эми Понд (Карен Гиллан) отправляются в XXIX век, когда жизнь на Земле становится невыносимой и жителям Великобритании приходится покинуть родную планету на одноимённом космическом корабле в поисках нового дома. На борту лайнера установлены полицейские порядки, пропадают несогласные люди, а главное — непонятно, как такой крупный космический корабль может передвигаться без двигателя.
Эпизод получил индекс оценки (AI) 86 («отлично»). Впоследствии серия вместе с другими эпизодами сезона вышла на DVD и Blu-ray.

## Предыстория
Доктор — путешественник в пространстве и времени. Выглядит как человек, но относится к расе Повелителей Времени с планеты Галлифрей. Повелители Времени обладают способностью регенерировать (перерождаться) по мере попадания в смертельные ситуации. В результате регенерации Повелитель Времени полностью меняет свою внешность и частично — характер. Доктор — последний Повелитель Времени. Лишённый своего дома, он спасает другие миры, в том числе и человечество. В качестве способа передвижения Доктор использует ТАРДИС (англ. TARDIS — Time And Relative Dimension(s) In Space) — живую машину времени и одновременно космический корабль, выглядящую как английская синяя полицейская будка из 1960-х годов, но вмещающую в себя гораздо больше, чем кажется («она больше внутри, чем снаружи»). В качестве подручного инструмента для осуществления мелких операций с предметами (запирание-отпирание замков, починка приборов, сканирование чего-либо и т. п.) им применяется звуковая отвёртка. Доктор обладает нечеловеческим интеллектом.
25 декабря 2009 и 1 января 2010 года были показаны две части рождественского специального выпуска «Доктора Кто» под названием «Конец времени». В силу сложившихся обстоятельств (получена большая доза радиации, несовместимая с жизнью) Десятый Доктор регенирирует, и на свет появляется Одиннадцатый Доктор. В первой серии 5-го сезона, премьера которой состоялась 3 апреля 2010 года, только что регенирировавший Доктор встречает провинциальную молодую девушку — Эми Понд. После приключения длиною в 14 лет Доктор забирает Эми с собой путешествовать в ТАРДИС. По стечению обстоятельств он, не зная того, делает это в ночь перед свадьбой Эми. События серии, по всей видимости, происходят сразу после мини-истории «Тем временем в ТАРДИС», являются непрерывным продолжением приключения, начатого в начале сезона, так как в «Звере внизу» Эми ходит в ночной рубашке, в которой её забрал Доктор из 2010 года.

## Сюжет
Всадник сверху, лошадь снизу
Скачет по его капризу.
Один доволен, другая в поту.
Всаднику мило, а лошадь кусает узду.
Так что, наездник, пускай слезу!
Не жди добра от зверя внизу!
События серии происходят на огромном космическом корабле «Британия» (англ. Starship UK), ставшем родиной для всей Великобритании (кроме Шотландии) в XXIX веке, когда солнечные вспышки «поджарили планету» и жить на Земле стало невозможно.
Мэнди учится прилежно, тогда как её друг и одноклассник Тимми получает оценку «0». Неуспевающим ученикам запрещается пользоваться лифтом, соединяющим различные палубы корабля, но путь до Лондона пешком долог и утомителен, в связи с чем Тимми решается воспользоваться лифтом, чтобы добраться домой. Однако стоит непослушному мальчику зайти в него, пол проваливается и лифт опускается вниз. Тимми не добирается до Лондона, где его ждёт подруга Мэнди.
Доктор и Эми отправляются в первое совместное путешествие — как раз на борт «Британии». Оказавшись посреди шумной городской улицы, Доктор подмечает сразу несколько интересных деталей: несмотря на доступные в XXIX веке технологии, жизнь на корабле необычайно примитивна; общество «Британии» на грани упадка в условиях полицейского государства и тотального контроля за жизнью населения усаженными в полупрозрачные стеклянные будки куклами-роботами-смайлерами, обозначающими своё удовлетворение или недовольство происходящим тремя выражениями лица. Доктор замечает плачущую, но оставленную без внимания девочку — Мэнди, так и не дождавшуюся Тимми после поездки на лифте. Доктор поручает Эми расспросить Мэнди, а сам уходит, озабоченный тем, что вода в стаканах и других сосудах на корабле не рябит. За Доктором и Эми следят виндеры — люди в тёмной одежде с ключом на шее.
Доктор встречает загадочную даму в маске, которая представляется как Лиз 10 (англ. Liz 10) и делится с Доктором своими опасениями, выражая желание помочь ему разгадать загадки корабля. Эми и Мэнди выходят на безлюдную улицу, на которой ведутся дорожные работы. Эми исследует защитный балдахин, под которым скрывается пробоина в дороге. На глазах у Мэнди на Эми нападает неведомое существо. Девушку хватают и усыпляют подоспевшие виндеры. Очнувшись, Эми оказывается в закрытом помещении с огромным экраном на стене и двумя кнопками — «Забыть» и «Возразить». Ей проигрывают ролик об истории космического корабля и той цены, которая была за него уплачена, после просмотра которого придётся проголосовать — согласиться с положением и забыть или же возразить. Если хотя бы 1 % населения «Британии» воспротивится сложившейся обстановке, корабль будет остановлен. Эми решает забыть.
На выходе из кабины девушку поджидает Доктор. Вместе с ним Эми нажимает кнопку «Возразить», и герои проваливаются вниз — как выяснилось, в ротовую полость какого-то огромного существа. Вызвав рвотный рефлекс, персонажи снова оказываются на корабле, где их «встречают» разъярённые смайлеры. Их спасает снявшая маску Лиз 10, стреляющая в нападающих роботов. Загадочная женщина раскрывается, она — королева Соединённого Королевства Великобритании и Северной Ирландии Елизавета X , и она очень недовольна тем, что на корабле паразитирует неизвестное существо. Доктор обращает внимание на откровенно древнюю, но в то же время слепленную идеально по форме лица Лиз 10 маску — выходит, что Елизавета правит уже очень-очень давно, а молодость поддерживается искусственно. В покои королевы вламываются виндеры и смайлеры. Они забирают Доктора, Эми, Мэнди и Лиз 10 в Тауэр.
В Тауэре героев встречает Морган — босс виндеров и смайлеров, контролирующий всю жизнь на «Британии», но работающий тем не менее на верховную власть — Елизавету X. Оказывается, что огромное существо не паразитировало на корабле, оно, пойманное человечеством, когда жизнь на Земле стала невыносимой, тянуло его на себе всё это время. Это создание было последним звёздным китом во вселенной. Существо стимулировалось к движению вперёд ударами тока по мозгу. Елизавета встаёт перед выбором — «Забыть» и продолжить править своим королевством или «Отречься», отпустить звёздного кита, но в таком случае поставить под угрозу свою страну. Мэнди встречает Тимми. Кит не убивает детей, он поглощает лишь несогласных с режимом взрослых. Доктор решает мощным одномоментным зарядом ввести мозг звёздного кита в бессознательное состояние, в котором кит будет способен только на продолжение движения. Но Эми догадывается, что кит, как и Доктор, не равнодушен к страданиям детей. Когда человечество искало себе новый дом, кит пришёл сам, его необязательно стимулировать болью. Эми, улучив момент, нажимает рукой Лиз 10 кнопку «Отречься», и кит становится свободным от болевой стимуляции, но при этом продолжает нести на себе «Британию».
Доктор и Эми решают продолжить совместные приключения. В ТАРДИС Доктору поступает звонок от Уинстона Черчилля, зовущего Повелителя Времени на помощь.

### Связь с другими сериями
- Уинстон Черчилль ещё не раз появлялся в «Докторе Кто» — в сериях «Победа далеков» (следующий за «Зверем внизу» эпизод), «Пандорика открывается»[7] и «Свадьба Ривер Сонг». Появляющийся на стене кабинета Черчилля силуэт далека связан с серией «Победа далеков», по сценарию которой в ходе Второй мировой войны британский премьер «нанимает» далеков — злейших врагов Доктора и всего живого во вселенной — для борьбы с нацистской Германией[8].
- Лиз 10 в дальнейшем появляется в серии «Пандорика открывается». В эпизоде зритель видит её через 1100 лет после событий «Зверя внизу», но она всё так же молода[7].
- Исследуя защитный тент, скрывавший пробоину в дороге на корабле, Эми при помощи шпильки вскрывает замок с надписью «Magpie Electronicals». Это отсылка к серии 2-го сезона «Фонарь идиота», в которой Мэгпай — один из основных персонажей, держатель магазина телевизоров в 1952 году.
- В конце серии на корабле видна издающая странное сияние трещина в обшивке специфичного вида[6]. Трещины в пространстве и времени — сюжетная арка 5-го сезона. Впервые появившаяся именно в «Одиннадцатом часе» интрига относительно этого лейтмотива нагнетается на протяжении всего сезона (изогнутые трещины появляются практически в каждой серии) и разрешается в финале, серии «Пандорика открывается»/«Большой взрыв».
- Раскрывая себя как британскую королеву, Лиз 10 вкратце рассказывает историю взаимоотношений Доктора с английским престолом. Елизавета вспомнила королеву Викторию, которая посвятила в серии «Клык и коготь» 2-го сезона Доктора в рыцари и при этом изгнала его из своих владений «навсегда». Лиз не обошла вниманием и отношения Повелителя Времени с королевой-девственницей Елизаветой I, впервые раскрытые в серии «Код Шекспира» 3-го сезона и впоследствии упомянутые в рождественском специальном выпуске 2009 года «Конец времени». Кроме того, Лиз 10 рассказала о встрече Доктора с Генрихом XII и царствующей на 2012 год британской королевой Елизаветой II, резиденцию которой, Букингемский дворец, Доктор спасал в рождественском специальном выпуске 2007 года «Путешествие проклятых» и рядом с которой «припарковал» свою ТАРДИС в специальном эпизоде 2009 «Мёртвая планета»[6].
- Солнечные бури в XXIX веке как объяснение необходимости для человечества покинуть Землю являются отсылкой к классической серии «Ковчег в космосе» 12-го сезона (1975), действие которой разворачивалось на одной из космических станций, хранящих тела замороженных «до поры до времени» людей[6].

## Производство
Производственный код серии — 1.2. Первой цифрой, обозначающей номер сезона, является «1», несмотря на то, что сезон был выпущен как пятый. Дело в том, что Стивен Моффат изначально хотел начать нумерацию сезонов заново.

### Написание сценария
Сценарий «Зверя внизу» — четвёртая работа Стивена Моффата в качестве главного автора и исполнительного продюсера «Доктора Кто» — прежде им были описаны сюжеты эпизодов «Одиннадцатый час», «Время ангелов» и «Плоть и камень». История, названная Моффатом «принципиально новым типом приключения», была призвана раскрыть введённого в первой серии сезона персонажа — спутницу Доктора Эми Понд, её отношения с Повелителем Времени в ситуации, несколько странной среди привычных сюжетных ходов сериала. Эми — совершенно новый человек в сериале. Она не наблюдала регенерации Доктора, поэтому она знает его какой он есть — его одиннадцатое воплощение. Эми Понд имеет, по задумке Стивена Моффата, что-то общее с Венди Дарлинг, героиней книг Джеймса Барри о Питере Пэне. Питер Пэн — мальчик, который никогда не взрослеет, а Венди Дарлинг — девочка, которую он забирает для путешествий в сказочную страну. Комментируя первое совместное путешествие Доктора и Эми, Моффат пояснил, что последняя «возвращается в детство в ночь перед своей свадьбой — днём, когда она думала повзрослеть. Но она улетает прочь со своим Питером Пэном, чтобы отправиться навстречу сумасшедшему, захватывающему приключению».
Решающий момент эпизода, по мнению сценариста, укрепляет связь между Эми и Доктором, находившимся в шаге от того, чтобы совершить ошибку и убить звёздного кита. Именно она заметила сходства между Доктором и китом. Моффат признался, что «Эми знает новую версию Доктора лучше, чем он сам». По словам режиссёра серии, Эндрю Ганна, «Эми находится в центре повествования, она привыкает к новым обстоятельствам, осознаёт, кто такой Доктор».
В сравнении с тихим, привычным Лидвортом (английская деревушка, место действия серии «Одиннадцатый час», родина Эми) космический корабль «Британия» — «фантазия», «сказка», и главной загадкой сюжета является тщательно скрываемая тайна сообщества лайнера, угнетённого смайлерами, чьи «лица поначалу кажутся человечными и дружелюбными, но лишь поначалу». Виндеры, служившие своеобразной полицией «Британии», — частично люди, частично смайлеры. Момент, когда лицо виндера Питера обратилось лицом смайлера — типичный для творчества Стивена Моффата пугающий приём. Некоторые явления на космическом корабле соответствуют похожим на Земле. Так, шумная торговая улица на «Британии» носит название Оксфорд-стрит, как и одноименная торговая магистраль в центре настоящего Лондона. Оригинальный сценарий включал в себя вырезанные в ходе монтажа сцены в Букингемском дворце — резиденции Лиз 10.
Ранее в «Докторе Кто» уже намечалась серия с космическим китом. В 1983 году Пэт Миллз и Джон Веджнер написали сценарий для сериала, предварительно озаглавленный как «Космический Кит» (англ. "Space-Whale"). В этом эпизоде должен был быть введён Вислор Турлоу — спутник пятого Доктора, однако по ряду причин «Космический Кит» был заменён серией «Мертвец Мордвин» Питера Гримуэйда (20-й сезон, 1983 год). Впоследствии идея ввести в сериал звёздного кита или подобных монстров неоднократно отвергалась.
По задумке сценариста приключение занимает у Доктора всего один день. Согласно первоначальному сценарию все сцены имели чёткую привязку ко времени:

| - 15:22 — сцена с Мэнди и Тимми в школе; - 15:27 — сцена с Мэнди и Тимми у лифта; - 16:07 — Доктор и Эми совершают посадку на борту космического корабля «Британия»; - 16:21 — Хоуторн информирует Лиз 10 о прибытии Доктора; - 16:30 — Эми знакомится с Мэнди; | - 16:43 — Виндеры ловят Эми; - 16:48 — Эми просыпается в комнате для голосования; - 17:17 — Эми решает забыть только что увиденную правду; - 17:37 — Смайлеры преследуют Эми и Доктора до появления Лиз 10 по выходу изо рта звёздного кита; - 17:45 — Лиз 10 приводит Доктора и Эми в свои покои; | - 17:50 — героев выводят из Букингемского дворца и ведут в Тауер; - 17:56 — Морган раскрывает правду в Тауэре; - 18:43 — Эми осознаёт, что Доктор ошибается и заставляет Лиз 10 «отречься»; - 19:32 — Доктор и Эми возвращаются в ТАРДИС; - 19:34 — ТАРДИС покидает космический корабль «Британия». |

### Подбор актёров
| Актёр            | Роль     |
| ---------------- | -------- |
| Мэтт Смит        | Доктор   |
| Карен Гиллан     | Эми Понд |
| Софи Оконедо     | Лиз 10   |
| Терренс Хардиман | Хоуторн  |
| Ханна Шарп       | Мэнди    |
| Альфи Филд       | Тимми    |

| Актёр               | Роль                           |
| ------------------- | ------------------------------ |
| Кристофер Гуд       | Морган                         |
| Дэвид Эджеле        | виндер Питер                   |
| Кэтрин Ричардс      | девочка из видеоролика в лифте |
| Джонатан Бэттерсбай | виндер                         |
| Крис Портер         | голос смайлеров и виндеров     |
| Иэн Макнис          | Уинстон Черчилль               |

«Зверь внизу» — третье появление и второй полный эпизод Мэтта Смита в качестве Одиннадцатого Доктора. Героиня Карен Гиллан, Эми Понд — постоянная спутница Доктора в пятом, шестом и начале седьмого сезонах; данная серия — это её второе появление в сериале. Йен Макнайс в качестве Уинстона Черчилля появляется в «Звере снизу» лишь в финальной сцене, тогда как в следующей серии, «Победе далеков», Черчилль — одна из центральных фигур повествования. Софи Оконедо однажды уже исполняла роль в «Докторе Кто» и связанных проектах, озвучивая Алисон Чини в анимационной онлайн-серии «Крик Шалки».

### Съёмочный период
«Зверь снизу» вместе с третьей серией сезона, эпизодом «Победа далеков», относится ко второму производственному блоку (тогда как к первому — 4-я и 5-я серии «Время ангелов»/«Плоть и камень»). Серию режиссировал Эндрю Ганн, продюсировал — Питер Бенне. Первая встреча съёмочной команды, актёров и менеджмента, посвящённая съёмкам эпизода, состоялась 11 августа 2009 года. Окончательный съёмочный сценарий этой и следующей серии были изданы 14 августа, читка историй прошла 20-го в отеле в Кардиффе. Локации, на которых предполагалось устроить съёмки, были определены 17-го и 18-го. Первые недели работы над вторым производственным блоком были посвящены «Победе далеков». Но так как «Зверь внизу» содержит сцену, связывающую эту серию с «Победой далеков», съёмки «Зверя» начались ещё 24 августа 2009 года на декорациях военного бункера английского правительства в старом административном здании в графстве Суонси — снимали самый конец серии, когда премьер-министр Уинстон Черчилль звонит Доктору из-за далеков.
27 августа вышла новая версия сценария — были внесены обширные изменения в сцены со смайлерами, виндерами и Лиз 10.
К началу сентября со съёмками «Победы далеков» закончили, началась работа над «Зверем внизу». 7 сентября в 1-м павильоне «ITV Studios» в Кардиффе создавались сцены у палатки над пробоиной в палубе, с другими интерьерами космического корабля «Британия», а также во рту у Космического Кита.
На следующий день (8 сентября) в павильоне 1+2 «Upper Boat Studios» в Кардиффе велись съёмки в ТАРДИС.
9-го и 10-го на руинах древнего Нитского аббатства снимались сцены в «Тауэре», наблюдательном пункте, а также видеообращение Лиз 10. Живописные руины бывшего монастыря широко используются при производстве сериала начиная с 5-го сезона.
11-го и 12-го на площадке Джонси промзоны «Мамгилад Парк» в городе Понтипул в городе-графстве Торвайн были поставлены сцены с комнатой для голосования, залом ожидания у комнаты для голосования и на «улице» Лондона; записали видеообращения — стихотворное от девочки в лифте в самом начале эпизода и информационное от Моргана, когда голосовала Эми. 14 — 18 сентября на той же площадке и 21 и 23 сентября в павильоне 6 «Upper Boat Studios» снимали сцены с интерьерами «Британии»: коридоры, холлы, лифты, классная комната из начала эпизода, «Тауэр» и т. п.
Съёмки в покоях Лиз 10 («Букингемский дворец») были проведены 22 сентября в оранжерее Мэргэмского парка в городе Порт-Толбот города-графства Нит-Порт-Толбот. Прежде в Мэргэме уже проходили съёмки «Доктора Кто», а именно — серии «План сонтаранцев»/«Отравленное небо» 4-го сезона. Позже здесь было отснято короткое появление Лиз 10 в финале 5-го сезона — «Пандорика открывается»/«Большой взрыв» и некоторые другие сцены в этих эпизодах.
Впоследствии все съёмки серии проходили только в «Upper Boat Studios». После окончания основных съёмок Моффат внёс ряд изменений в сценарий. Ганн из-за графика не мог участвовать в досъёмках, а потому ими руководил Эйрос Лин (последней серий которого для «Доктора Кто» была «Конец времени»). 2 ноября Лин доснял сцены в ТАРДИС в космосе, через два дня снимались в основном мелкие сцены — интерьеры космического корабля «Британии», в том числе сцена у огромного окна в конце эпизода. 12-го в павильоне снимали дополнительную сцену с Доктором и Лиз 10 в коридоре с двигателем корабля; это была одна из сцен, добавленных Моффатом уже после окончания съёмок. По оригинальному сценарию Лиз и Доктор не встречались, пока она не спасла его и Эми, однако Моффат захотел, чтобы они встретились раньше.

### Музыкальное сопровождение
Саундтрек к 5-му сезону сериала сочинён композитором Мюрреем Голдом. Вышедший на лейбле «Silva Screen Records» саундтрек к 5-му сезону («Doctor Who: Original Television Soundtrack - Series 5») содержит 4 трека из серии «Одиннадцатый час»: с 12-го по 16-й (диск 1).
- «The Beast Below» (рус. «Зверь внизу»; 1:50).
- «Amy’s Theme» (рус. «Вниз на Землю»; 2:06) — используется в некоторых сериях шоу. На основе «Amy’s Theme» были созданы и другие треки 5-го и 6-го сезона. По словам самого Мюррея Голда, тема героини вводится именно в этой серии (а не в «Одиннадцатом часе», где впервые появилась Эми) в связи с сюжетом телеистории, завязанном на взаимоотношениях Доктора и его новой спутницы[22].
- «A Lonely Decision» (рус. «Решение в одиночку»; 3:24).
- «A Tyrannical Menace» (рус. «Угроза в могуществе»; 2:03).

## Показ
Премьера «Зверя внизу» состоялась в субботу 10 апреля 2010 года в 18:15 на телеканалах «BBC One» и «BBC HD». Первые данные о рейтингах серии представил «Zap2it». Согласно этому ресурсу, на «BBC One» серию посмотрело 6,4 миллиона человек, что составило 32 % зрительской аудитории в день показа. Аналитики отметили, что «по сравнению с предыдущей неделей „Доктор Кто“ провалился», но вместе с тем констатировали, что «Зверь внизу» собрал у телеэкранов больше всего телезрителей за весь день. По окончательным данным «BARB», эпизод увидело 7,93 миллионов британцев, что ставит «Доктора Кто» на 5-ю позицию в неделе среди телепередач «BBC One». Первоначальные данные об аудитории «Зверя внизу» на «BBC HD» указывали на 330 000 человек, что делало общий рейтинг равным 6,7 миллиона просмотров. Учитывая окончательное число зрителей серии на «BBC HD» (494 000 чел.), была составлена и финальная консолидированная оценка, учитывающая общее число увидевшей премьерный показ аудитории, в 8,42 миллиона. По результатам премьеры эпизод получил индекс оценки (AI) 86 («отлично»).
Первый повтор серии состоялся на следующий день, в воскресенье 11 апреля 2010 года в 20:00 на канале «BBC Three». Серию посмотрело 750 000 человек (по данным BARB, 820 000), что составило 3,2 % телеаудитории Соединённого Королевства на тот день. Этот показ получил индекс оценки 87. В понедельник 12 апреля 2010 эпизод показали на «BBC HD» в 23:30. В пятницу 16 апреля 2010 серию повторили в 21:00 на «BBC Three», эта трансляция, по первым оценкам, собрала у экранов 480 тысяч телезрителей. Впоследствии серию повторили ещё 5 раз на «BBC Three» (3 августа 2010, 19:00; 12 января 2011, 20:20; 11 марта 2011, 19:00; 17 июня 2011, 20:05; 18 мая 2012, 19:00) и ещё дважды на «BBC HD» (6 февраля 2011, 19:15; 18 июня 2011, 01:05).
Серия стала популярной также и в Интернете. По данным на январь — июнь 2010 года, на интернет-канале «BBC iPlayer» видеозапись серии запросили 1,63 миллиона раз, что ставит «Зверь внизу» вторым по этому показателю после открывающей сезон серии, «Одиннадцатого часа».

### Международный показ
10 апреля 2010 на «BBC One» премьера серии состоялась не только в Великобритании, но ещё и в Ирландии с Нидерландами. 24 апреля серию впервые показали в Канаде (впоследствии повторив показ 20 сентября 2010 года) на канале «Space». В США эпизод дебютировал на «BBC America» 25 апреля 2010 в 12:00. В дальнейшем «Зверь внизу» можно было увидеть на этом канале ещё 6 раз (25 апреля 2010, 16:00; 27 апреля 2010, 21:00; 2 февраля 2011, 17:00; 3 февраля 2011, 4:00 и 10:00; 4 октября 2011, 12:00).
В Австралии серию показали 25 апреля 2010 в 19:30 на «ABC1». По данным портала «TV Tonight», передача собрала у экранов 851 тыс. человек в крупнейших городах Австралии: 271 000 человек в Сиднее, 191 000 в Мельбурне, 153 000 в Брисбене, 93 000 в Аделаиде и 144 000 в Перте. Таким образом, «Доктор Кто» занял 13-ю строчку в основанном на этих данных рейтинге за 25 апреля.
Во Франции «Зверь внизу» был показан на «France 4» 12 февраля 2011 вместе с «Одиннадцатым часом» и «Победой далеков». Общее число телезрителей, смотревших «Доктора Кто» в тот день, оценивается в 453 000 человек, то есть 2 % суточной аудитории.
Эпизод показали и в России — на кабельном канале «SyFy», а потом и на федеральном «Карусель».

### «Всё о девушке»
Всё о девушке (англ. All about the Girl) — вторая серия пятого сезона документального сериала «Доктор Кто: Конфиденциально», посвящённая съёмкам «Зверя внизу» и Эми Понд в качестве новой спутницы путешественника во времени. «Всё о девушке» вышла на телеканале «BBC Three» в 19:00 — сразу после окончания «Зверя внизу». История, рассказанная Алексом Прайсом, сопровождалась видеозаписями с разных этапов съёмочного периода и интервью с актёрами и создателями сериала — Стивеном Моффатом, Мэттом Смитом, Карен Гиллан, Софи Оконедо и т. д. Длительность серии — 45 минут. Впоследствии эпизод дважды транслировался на «BBC Three» (16 апреля 2010, 21:45; 3 августа 2010, 19:45) и трижды на «BBC HD» (11 апреля 2010, 00:00 и 18:10; 13 июля 2010, 17:45).

### Выпуск на DVD и Blu-ray.«Тем временем в ТАРДИС»
На DVD и Blu-ray серия вышла во 2-м регионе 7 июня 2010 вместе с «Одиннадцатым часом» и «Победой далеков». 8 ноября серия вышла в составе выпуска с полным пятым сезоном на DVD.
Тем временем в ТАРДИС (англ. Meanwhile in the TARDIS) — дополнительный мини-эпизод «Доктора Кто», вышедший только на DVD с полным пятым сезоном сериала. События «Тем временем в ТАРДИС» разворачиваются в промежутке между «Одиннадцатым часом» и «Зверем внизу». Эми впервые на борту ТАРДИС, она задаёт Доктору вопросы об этой машине времени и о нём самом.

## Критика
| Рейтинги      | Рейтинги |
| Издание       | Оценка   |
| ------------- | -------- |
| IGN           | [ 38 ]   |
| The A.V. Club | B+       |
| SFX           | [ 40 ]   |

Дэниэл Мартин из «The Guardian» положительно оценил серию. Критик обнаружил сходство между этой работой Стивена Моффата и эпизодами предыдущего шоураннера проекта Расселла Ти Дейвиса, подчеркнул схожую запутанность повествования и завязку на современных моральных дилеммах, тем не менее отметив и некоторые «блестящие идеи» Моффата, отличающие «Зверь внизу» от работ Дейвиса. В космическом корабле на спине космического кита Мартин усмотрел «лёгкий реверанс» в сторону серии книг Терри Пратчетта «Плоский мир», в котором вселенная лежала на спине черепахи. Обозреватель назвал смайлеров «бросающими в дрожь, страшными» и с восторгом одобрил появление на экране Софии Оконедо в роли Лиз 10 — «Может, мы ещё увидим её в своего рода финале, где она сойдётся в схватке с Ривер Сонг?»
Единственное, к чему точно не придерёшься в «Звере внизу», — это, несомненно, широчайший полёт авторской фантазии на вашем экране.
— Мэтт Уэльс, «IGN»
Мэтт Уэльс из «IGN» оценил серию на 7 баллов на 10 — отметка «хорошо». Серия произвела на критика смешанное впечатление: Уэльс хвалил, по его словам, «гениальные, блестящие идеи», но пришёл к выводу, что о «Звере внизу» быстро забудут: несмотря на то, что «эпизод был полон неугасающей интриги» и «вобрал всё лучшее от прежних, потрясающих работ Моффата в сериале», «серия могла оказаться куда сильнее». Саймон Брю из «Den of Geek», напротив, лестно оценил серию, указав, что в отличие от обычных вторых эпизодов сезона «Зверя внизу» запомнят на все 13 недель вещания «Доктора Кто» в 2010 году. По словам рецензора, «первый и второй эпизоды сериала закрепили авторитет Стивена Моффата как нового главы проекта». «И если „Одиннадцатый час“ зачинает новое захватывающее приключение, то в „Звере внизу“ оно получает достойное развитие». Помимо того, критик подметил в игре Мэтта Смита следы классического сериала, в особенности намёки на стиль работы Патрика Троутона, игравшего в своё время Второго Доктора.
Канадские журналисты Грэхэм Бьёрк и Роберт Смит, написавшие в 2011—2012 книгу «Who is the Doctor: The Unofficial Guide to Doctor Who-The New Series», провели несколько параллелей. Так, фигура Эми, одетой разве что в ночную рубашку и парящей в невесомости, напомнила обозревателям героиню историй о Питере Пэне по имени Венди Дарлинг, которую так же похитили посреди ночи, даже не дав переодеться, и которой так же дали возможность левитировать. Одна из локаций эпизода — условно говоря, «нутро» космического кита, была воспринята за отсылку к Книге пророка Ионы, по которой последнему также пришлось некоторое время пробыть внутри кита (правда, земного). Эстетика земных 1950-х, царствующая на «Британии», если верить журналистам, навеяна британской комической франшизой 1950-х «Dan Dare», а «кривоватое» отражение британского общества — юмористической серией конца 1970-х «Judge Dredd».
Кроме того, Грэхэм Бьёрк сравнил вторые серии двух эпох в обновлённом «Докторе Кто»: «Конец света» (вторая серия первого сезона, 2005 год) и, собственно, «Зверь внизу». Найдя немало сходств, автор определил различия. По его мнению, Кристофер Экклстон, игравший тогда Девятого Доктора, был «тёмной натурой со светлой стороной», тогда как Мэтт Смит в качестве Одиннадцатого Доктора оказался «светлой натурой с тёмной стороной». Бьёрк сформулировал три главных различия двух эпизодов: во-первых, в «Конце света» ощущается нужда в введении второстепенных персонажей, необходимых для развития сюжета, тогда как в «Звере внизу» к таковым можно причислить, по мнению обозревателя, разве что Лиз 10; во-вторых, в «Конце света» вводится куда больше спецэффектов (хотя и там и там низкобюджетные и низкокачественные); и в-третьих, спасение в «Звере внизу» достигается благодаря уму спутницы, её смекалке, а не шокирующими смертями, как было в «Конце света».
Роберт Смит пришёл к выводу, что «это могла бы быть непревзойдённая двухчастная история с клиффхэнгером „они находятся в космосе“ посередине». Раскрытие этого обстоятельства с самых первых минут серии разочаровало критика, а заинтересовала другая проблема — каким должно быть общество, чтобы 99 % его граждан постоянно предпочитали забывать правду?
Кейт Фиппс из «The A.V. Club» присвоил серии оценку «B+», тогда как сообщество портала дало более скромный отзыв — «B». Критик провёл аналогии с другим сценарием Стивена Моффата в рамках «Доктора Кто» — истории «Не моргай» из третьего сезона, сравнив деревянные куклы смайлеров с каменными созданиями, плачущими ангелами. Несмотря на ряд возникающих вопросов по поводу сюжета, Фиппс остался доволен серией, ощутив при просмотре «столь неуловимую связь между Эми и Одиннадцатым Доктором».
Если постоянные поиски, как бы напугать всё новые и новые поколения детей — это ключ к неугасающему успеху «Доктора Кто», то можно со всей уверенностью заявить, что в «Звере внизу» найден очередной способ сделать это.
— Кейт Фиппс, «The A.V. Club»
Дэйв Голдер из «SFX» подготовил поминутный анализ эпизода. Рецензенту понравилась графика и спецэффекты — «просто какое-то наслаждение для глаз, на телевидении сейчас такое редко увидишь». В размещении загадочного существа на нулевом этаже критик усмотрел параллели с серией «Райские башни» 24-го сезона классического сериала (1987) и эпизодом «Долгая игра» первого сезона обновлённого «Доктора Кто» (2005). Ряд сцен и реплик критик распознал как отсылки к культовой фантастической франшизе «Звёздные войны». В характере действий Доктора в начале эпизода и размышлениях Эми в конце, по мнению Голдера, прослеживается влияние «Шерлока Холмса» Артура Конан Дойля. Рассел Левин в более кратком обзоре эпизода на «SFX» поприветствовал «свежий, апеллирующий прежде всего к детям подход Моффата», основных монстров серии, смайлеров, сравнив их с другими антагонистами «Доктора Кто», вышедшими из-под пера Стивена — часовыми роботами из «Девушка в камине» (2-й сезон, 2006) и микроскопическими плотоядными тенями Вашта Нерада из «Тишина в библиотеке»/«Лес мертвецов» (4-й сезон, 2008).
По мнению Винни Бартилуччи из «Newsarama», намерения Доктора как всегда спасти всех вопреки складывающимся обстоятельствам в «Звере внизу» роднит эту серию c эпизодом «Полночь» — 10-м по порядку в 4-м сезоне (2008). Рецензенту понравилась эстетика огромного космического корабля, являющегося в сущности одним большим городом. Патрик Мулкерн из «Radio Times» отметил, что зрители привыкли к ориентированным на взрослую аудиторию, тёмным эпизодам вроде «Пустого ребёнка» или «Не моргай», а получили, как выразился сам Моффат, «территорию сказки» для телезрителей «куда помоложе».
Чарли Джейн Андерс из «io9» в своём обзоре «Новая эра в „Докторе Кто“ не такая уж и новая» отметила, что, несмотря на обилие новых деталей, второй эпизод пятого сезона очень похож на серии времён Расселла Ти Дейвиса. «Зверь внизу», если верить критику, представляет собой прекрасный образец политической сатиры по Дейвису, связанной, по всей видимости, с надвигающимися парламентскими выборами в Великобритании. Автор сравнил эпизод с серией «Долгая игра» первого сезона (2005), отметив множество общих сторон. Обозревателю понравились «захватывающие повороты во взаимоотношениях Одиннадцатого Доктора и Эми», но, подытоживая рецензию, Андерс пришла к выводу, что серия быстро забудется. Позже, в своём обзоре 6-й серии сезона, эпизода «Вампиры Венеции», обозреватель пришла к выводу, что постоянная необходимость для Доктора выбирать между инопланетянами и человечеством едина для эпизодов всех сезонов и «Зверь внизу» исключением не является.
Моффат знает, что не сможет наполнить целый сезон шедеврами вроде своих прошлых работ в «Докторе» — «Пустой ребёнок», «Не моргай», «Тишина в библиотеке», и потому представляет вниманию зрителя истории попроще, а-ля Расселл Ти Дейвис.
— Чарли Джейн Андерс, «io9»

### Локации
1. ↑  Отель «Новотель Кардифф Центр»; Hotel Novotel Cardiff Centre, Schooner Way, Atlantic Wharf, Cardiff, CF10 4RT, 51°28′35″ с. ш. 3°10′04″ з. д.HGЯO
2. ↑  The Bunker, Joint Resilience Unit, Liliput Lane, West Cross, Swansea, SA3 5AQ, 51°35′27″ с. ш. 4°00′02″ з. д.HGЯO
3. ↑  ITV Wales, The Television Centre, Culverhouse Cross, Cardiff, South Glamorgan, CF5 6XJ, 51°27′42″ с. ш. 3°16′22″ з. д.HGЯO
4. ↑  Нитское аббатство; Neath Abbey, Neath, 51°39′50″ с. ш. 3°49′33″ з. д.HGЯO
5. ↑  Промзона «Мамгилад Парк»; Mamhilad Park Industrial Estate, Pontypool, Wales:51°43′01″ с. ш. 3°00′03″ з. д.HGЯO
6. ↑  Оранжерея в Мэргэмском парке; The Orangery, Margam Country Park, Port Talbot, SA13 2TJ, 51°33′50″ с. ш. 3°42′51″ з. д.HGЯO